# Dunántúli Református Egyházkerület
A Dunántúli Református Egyházkerület a Magyarországi Református Egyház négy egyházkerülete közül a legnyugatabbra fekvő. Székhelye Pápán van. Hat egyházmegye alkotja: Mezőföldi Református Egyházmegye, Őrségi Református Egyházmegye, Pápai Református Egyházmegye, Tatai Református Egyházmegye, Veszprémi Református Egyházmegye és Somogyi Református Egyházmegye. Alapítása 1576-ra tehető, alapításának helye Hercegszőlős.
Számos oktatási intézménye közül kiemelkedik a Pápai Református Teológiai Akadémia.
Kétévente megrendezett központi rendezvénye a REND (Református Egyházi Napok Dunántúl).

## Püspökei
Közös protestáns korszak
- 1568–1575 (?) Huszár Gál
- (?) Sztárai Mihály
- 1578–1585 Szegedi Máté
- 1585–1612 Beythe István

Régi Dunántúl
- 1612–1628 Pathai István
- 1629–1641 Kanizsai Pálfi János
- 1641–1649 Czeglédi Szabó Pál
- 1649–1655 Gál Imre
- 1655–1662 Szeli Luka György
- 1662–1668 Gál István
- 1669–1692 Séllyei M. István
- 1693–1695 Csúzi Cseh Jakab
- 1695–1702 Losonczi Farkas János
- 1708–1710 Hodosi Sámuel

Felsődunamellék és Dunántúl egyesülése után
- 1722–1736–1744 Kocsi Major István
- 1745–1785 Id. Torkos Jakab
- 1786–1793 Halász József
- 1794–1795 Kármán József
- 1795–1813 Ifj. Torkos Jakab
- 1814–1827 Tóth-Pápai József
- 1827–1844 Tóth Ferenc
- 1844–1874 Nagy Mihály
- 1874–1895 Pap Gábor
- 1896–1914 Antal Gábor

A trianoni békediktátumot követően
- 1914–1924 Németh István
- 1924–1934 Antal Géza
- 1935–1943 Medgyasszay Vince
- 1943–1961 Győri Elemér
- 1962–1964 Békefi Benő
- 1964–1979 Bakos Lajos
- 1979–1990 Kovách Attila
- 1991–2008 Dr. Márkus Mihály
- 2009–     Steinbach József